# Eusebio Zuloaga
Eusebio Zuloaga González (Madrid, 15 de diciembre de 1808-Deusto, 23 de febrero de 1898) fue un armero, grabador y damasquinador español.
Eusebio Zuloaga  está considerado el iniciador del arte del damasquinado moderno, y el primer artista español que consiguió una clientela y reputación internacional, al participar en la primera exposición internacional (conocida como la Gran Exposición) celebrada en el Crystal Palace de Londres en 1851, a lo que sumó más tarde diversos premios en España, Inglaterra, Francia y Bélgica.
Eusebio Zuloaga obtuvo la Medalla de Plata en la Exposición de la Industria española que se realizó en Madrid en 1845 y era considerado el mejor arcabucero español de la época.

## Biografía
Nació circunstancialmente en Madrid en el 15 de diciembre de 1808, y fue hijo del armero eibarrés Blas de Zuloaga y de su mujer Gabriela González, quien se trasladó a Madrid para ocupar los cargos de armero, arcabucero y ballestero de su Majestad, oficios que más tarde continuaría su hijo. Su padre fue también maestro examinador de las Reales Fábricas de Armas de Placencia y de Oviedo a finales del siglo XVIII.
A los catorce años se trasladó a Placencia de las Armas, donde permaneció hasta los diecinueve junto a su tío Ramón de Zuloaga, que era maestro examinador en las Reales Fábricas, donde aprendió el oficio de armero. En 1830 es pensionado para proseguir su aprendizaje en París y en Saint Etienne, y tras dedicar en Francia tres años a su perfeccionamiento, volvió a Madrid, para trabajar junto a su padre. Nuevamente en 1840 se trasladó a Francia, y después pasó a Bélgica para dedicarse al arte metalúrgico, regresando más tarde a Madrid. Ya en el momento en que su padre ocupaba la dirección de la Real Amería del Palacio Real, Eusebio obtuvo el cargo de teniente de armero mayor, y una vez fallecido su progenitor, le sucedió en el cargo, siendo la última persona en ocupar el cargo de arcabucero del rey, concretamente del monarca Fernando VII.
Posteriormente se estableció en Éibar, donde abrió una fábrica de arcabuces y otra para cañones y armas en general, que compaginaba con su taller de Madrid, abandonando la capital en 1852. Entre sus obras destaca la copia de la espada de Francisco I de Francia, cuya original arrebataron las tropas de Carlos I de España en la batalla de Pavía en 1525.
Contrajo matrimonio con Ramona Boneta, una especialista en galvanoplastia, de cuyo enlace nació una saga de artistas dedicados a la pintura, la cerámica y el metal:
- Daniel Zuloaga, considerado uno de los renovadores del arte ceramista en España, cuyo trabajo fue continuado por sus hijos Cándida, Esperanza, Teodora y Juan.
- Guillermo Zuloaga, quien trabajó a la sombra de su hermano Daniel.
- Plácido Zuloaga, reputado damasquinador, padre del pintor Ignacio Zuloaga.

Murió en la localidad vizcaína de Deusto en 1898.